# Cuaus
Cuaus (em cuau: Kwahu, akwahu, kwawu ou Quahoe) são um subgrupo dos acãs e habitam o Gana na junção entre as regiões Oriental, Abrom-Aafo e Axante. Segundo estimado em 1999, há 275 000 cuaus.